# El secreto de Romelia
El secreto de Romelia es una película mexicana dirigida por Busi Cortés en 1988. Basada en la novela El viudo Román de Rosario Castellanos.

## Sinopsis
Dolores regresa a su pueblo natal en Tlaxcala después de un largo tiempo fuera, la acompaña su madre Romelia y sus tres hijas. Al llegar descubre que su padre, a quien pensaba muerto desde su nacimiento, acaba de morir, lo cual hace que ella investigue al respecto. Descubre la verdad sobre su madre Romelia a través de sus hijas, una vieja sirvienta y los diarios de su padre Román. 
Romelia era miembro de una familia de buen nivel social en la década de 1930. Ella competía con sus hermanas Blanca y María por la atención de su hermano Rafael, quien se suicidó sin motivo aparente. Román busca a Romelia después de que su primera esposa muere, pero él la devuelve a su familia después de la noche de bodas argumentando que ella no era virgen. Blanca y María acusan a Romelia de haber sido amante de Rafael. Por esta deshonra la familia se marcha del pueblo. 
Al regresar a Tlaxcala se aclara lo sucedido en el pasado, descubriendo que Rafael se había suicidado porque estaba enamorado de la primera esposa de Román, Elena. Román se casa y deshonra a Romelia como venganza a su familia por haber arruinado su primer matrimonio. 

## Producción
La película se basó en la novela El viudo Román de Rosario Castellanos. Busi Cortés dijo que "en Romelia encontramos personajes que vivieron para el amor pero están condenados a la soledad". 
Al escribir el guion Cortés ya tenía en mente a Dolores Beristáin para el papel de Romelia.
El rodaje de la película empezó el 11 de agosto de 1988 en la fábrica San Miguel en Tlaxcala, Cuetzalán, Puebla y Cuautla, Morelos. Se estrenó el 21 de septiembre de 1989 en los cines Latino Plus, Variedades Plus, Sonora, Mitla, De la Villa, Libra Alamedas 1, Galerías 1 e Izcalli en México.
El título de la película se cambió de El secreto de Romelia a Herencia de sangre, con el argumento de poder comercializarla en Estados Unidos, a pesar de que la directora estaba en contra de este cambio.

## Recepción
La película tuvo una buena recepción, mostrándose en diversos festivales y adquiriendo varios premios. Se la ha nombrado como una película que pone en perspectiva los problemas sociales, morales y espirituales del México de la provincia de hace cuarenta años y el del tiempo actual. Algunos critican la película como carente de una buena historia y un guion de poca calidad.

### Festivales
- XXI Muestra Internacional de Cine
- Festival de Cannes (1988)[7]
- Festival Internacional de Cine de Mujeres de Créteil, Francia[8]
- Festival de Cine Mexicano en la URSS[9]
- Muestra Fílmica del Festival Latino de Nueva York[10]
- Festival Anual de la Mujer en el Cine en Los Ángeles, California.[11]
- Tercer Festival de Cine de las Américas por el American Film Institute de Washington[12]
- Tercer Festival Internacional "La Mujer y el Cine" en Buenos Aires, Argentina[13]
- Semana de Cine Mexicano en Madrid, España
- Foro Iberoamericano Cinematográfico en Caracas, Venezuela
- Festival Cinematográfico de San Juan, Puerto Rico[14]

### Premios
- Premios de la Asociación de Cronistas de Espectáculos (ACE) de Nueva York:[15]

1. Premio Mejor Película
2. Premio Mejor Actriz--Diana Bracho y Dolores Beristáin
3. Nominación Mejor Actor--Pedro Armendáriz
4. Nominación Mejor Director--Busi Cortés

- Premios Ariel[14]

1. Premio a la Mejor Ópera Prima
2. Nominación a Mejor Película
3. Nominación a Mejor Coactuación Femenina
4. Nominación a Mejor Coactuación Masculina
5. Nominación a Mejor Ambientación
6. Nominación a Mejor Música

- Diosa de Plata Ópera Prima
- Premio Pitirre a Mejor Ópera Prima[14]

## Reparto
- Diana Bracho como Dolores.
- Pedro Armendáriz Jr. como Carlos Román.
- Dolores Beristáin como Doña Romelia.
- Arcelia Ramírez como Romelia, joven.
- Nuria Montiel como Romi.
- Lumi Cavazos como Blanca
- Ma. Carmen Cárdenas como Mari.
- Alina Amozurrutia como Aurelia.
- Josefina Echánove como Cástula.
- Alejandro Parodi como Rafael Orantes, padre.
- Pilar Medina como Elena.